# WWJ-TV
WWJ-TV는 미국 미시간주 디트로이트를 방송 권역으로 하는 CBS 계열 방송국이다.

## 연혁
1975년 10월 29일에 WGPR-TV로 개국했다. 이 때 당시에는 독립 방송국 계열이었다. 이때 당시에는 WDIV-TV와 WJBK-TV가 함께 방영된다. 그러다 1994년 폭스 방송이 기존 CBS의 WJBK-TV로 옮길 때 CBS로 편입되어 현재에 이른다.

## 커버리지 권역
WWJ-TV는 디트로이트와 앤 아버, 윈저, 리밍턴 등을 커버리지 하고 있다.

## 스포츠 프로그램
CBS를 커버리지하는 프로그램인 CBS 풋볼 등을 방송 중이다.